# 井川眞砂
井川 眞砂（いがわ まさご、1948年 -  ）は、英米文学者。
東北大学教授。マーク・トウェインの研究で知られる。

## 略歴
- 1970年 - 奈良女子大学文学部（英文学専攻）卒業
- 1972年 - 奈良女子大学大学院（英文学専攻）修士課程修了
- 1976年 - 甲南大学講師、助教授歴任（1986年まで）
- 1986年 - 東京理科大学 助教授（2000年まで）
- 2000年 - 東北大学大学院教授

## 著作
- 『アメリカ------1920年代』（風呂本惇子共著、学書房） 1976年
- 『山内邦臣編　アメリカ文学 - 問題と追究』（山内邦臣共著、山口書店） 1979年
- 『小学館プログレッシブ英和中辞典』（小西友七共著、小学館） 1980年
- 『女性と学問と生活』(寿岳章子共著、勁草書房） 1981年
- 『毛利至編 疎外とアメリカ小説』（毛利至共著、ブックローン出版） 1982年
- 『奈良女子大学　尾形敏彦・森本佳樹両教授退官記念論集』（三宅卓雄共著、山口書店） 1985年
- 『英米文学名作への散歩道 - アメリカ編』（大浦暁生共著、三友社） 1985年
- 『いま「ハック・フィン」をどう読むか』（京都修学社） 1997年
- 「南北アメリカ Ｉ よみがえる主体 マーク・トウェイン、ストーほか』（風呂本惇子共著、朝日新聞社出版局、『世界の文学』第6巻34号） 2000年
- 『マーク・トウェイン文学/文化事典』（亀井俊介共著、彩流社） 2010年

## 訳書
- 『アメリカにおける白人意識の構築』（デイヴィッド・R・ローディガー、小原豊志,竹中興慈,落合明子と共著、明石書店） 2006年

## 論文
- CiNii>井川眞砂

## 所属学会･協会
- 日本アメリカ文学会（東北支部副支部長等歴任）
- 日本マーク・トウェイン協会(副会長評等歴任）
- 日本英文学会
- 東北英文学会
- 東北アメリカ学会
- 東北大学国際文化学会